# Marquesado de Hermosilla
El marquesado de Hermosilla es un título nobiliario español creado el 8 de octubre de 1732 con el vizcondado previo de Olizoa, por el rey Felipe V  a favor de Diego José de Noriega y Alvarado, caballero de Santiago.

## Nota
El título se creó en 1711 mediante Real Carta a favor de Diego Antonio de Noriega y Castejón (1671-1726), aunque el Real Despacho no se emitió hasta el 8 de octubre de 1732 a favor de su hijo Diego José de Noriega y Alvarado, ya que su padre había fallecido en 1726. Legalmente el primer marqués fue Diego José Noriega y Alvarado, aunque históricamente se reconoce a Diego Antonio de Noriega y Castejón como marqués. 

## Marqueses de Hermosilla
|                       | Titular                                     | Periodo               |
| Creación por Felipe V | Creación por Felipe V                       | Creación por Felipe V |
| --------------------- | ------------------------------------------- | --------------------- |
| I                     | Diego Antonio de Noriega y Castejón         | 1711-1726             |
| II                    | Diego José de Noriega y Alvarado            | 1732-1778             |
| III                   | Diego José de Noriega y Noriega             | 1778-1780             |
| IV                    | Pedro José de Noriega y Noriega             | 1780-1805             |
| V                     | Bonifacio Hurtado de Mendoza y Noriega      | 1805-1816             |
| VI                    | Hermenegildo Hurtado de Mendoza y Fernández | 1816-1871             |
| VII                   | Santiago Otero y Enríquez                   | 1916-1945             |
| VIII                  | Julio Otero y Navascués                     | 1950-                 |
| IX                    | José María Otero de Navascués               | 1961-1983             |
| X                     | Santiago Otero de Navascués y Domínguez     | 2002-2004             |
| XI                    | Alejandro Otero de Navascués y Cuba         | 2005-actual titular   |

## Historia de los marqueses de Hermosilla
- Diego Antonio de Noriega y Castejón (1671-1726), I marqués de Hermosilla. Le sucedió su hijo:

- Diego José de Noriega y Alvarado (n. en 1708), II marqués de Hermosilla.

1. Casó con María Teres de Noriega. Le sucedió su hijo:

- Diego José de Noriega y Noriega, III marqués de Hermosilla. Le sucedió su hermano:

- Pedro José de Noriega y Noriega (n. en 1730), IV marqués de Hermosilla.

- Bonifacio Hurtado de Mendoza  y Noriega, V marqués de Hermosilla.

- Hermenegildo Hurtado de Mendoza  y Fernández (f. en 1871), VI marqués de Hermosilla.

- Santiago Otero y Enríquez(f. en 1945), VII marqués de Hermosilla.

1. Casó con María del Pilar de Navascués y de la Sota. Le sucedió su hijo:

- Julio Otero y Navascués. VIII marqués de Hermosilla. Le sucedió su hermano:

- José María Otero de Navascués (1907-1983), IX marqués de Hermosilla.

1. Casó con María Teresa Domínguez Aguado. Le sucedió su hijo:

- Santiago Otero de Navascués y Domínguez (1943-2004), X marqués de Hermosilla.

1. Casó con María del Pilar Martín de Oliva y Frois.
2. Casó en segundas nupcias con Dalila Cuba Álvarez. Le sucedió de su segundo matrimonio, su hijo:

- Alejandro Otero de Navascués y Cuba, XI marqués de Hermosilla.